# Isenhammer

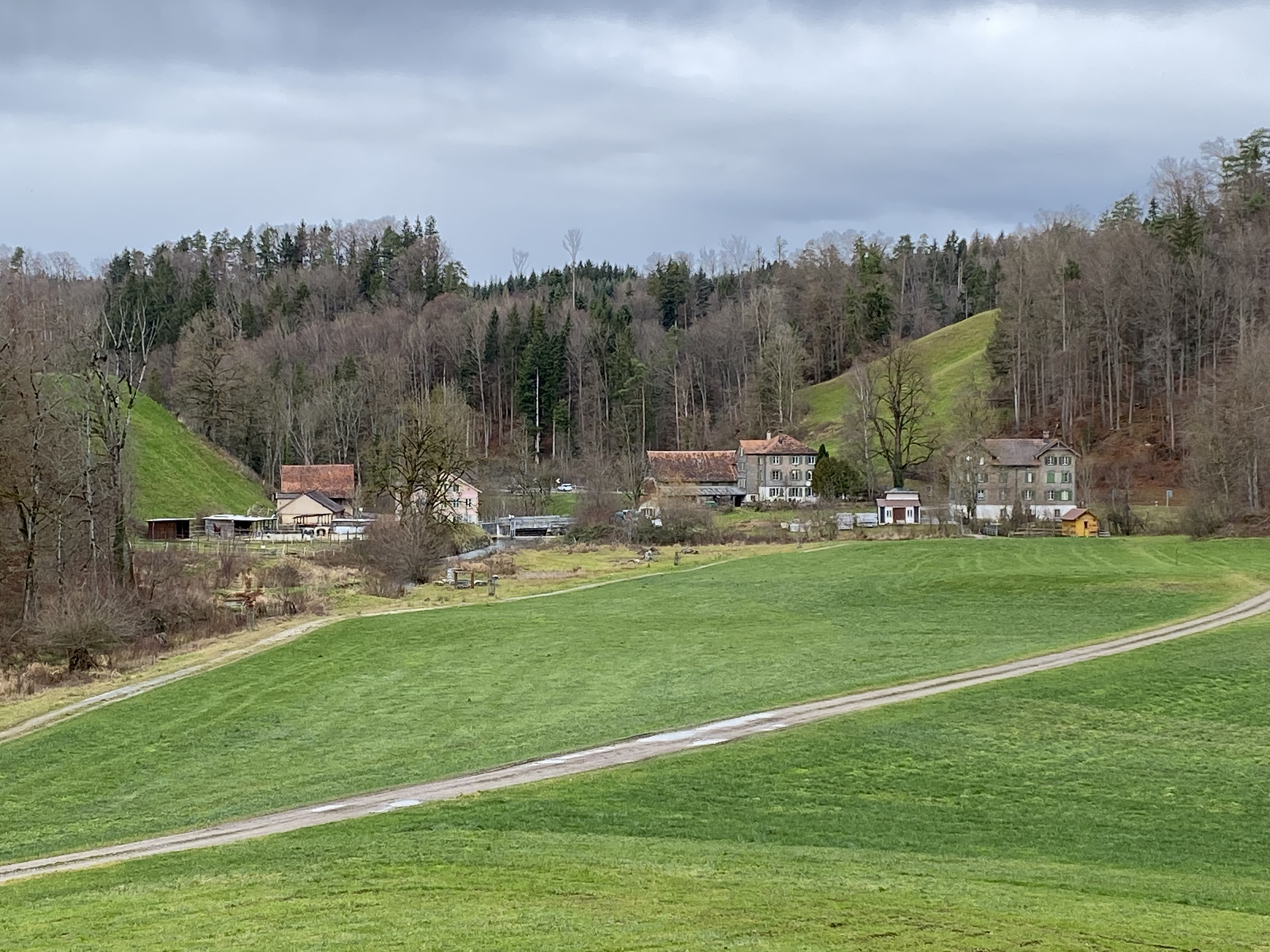
Isenhammer mit renaturierter Glatt rechts.

Isenhammer, früher Eisenhammer, ist ein teils zu Flawil und teils zu Gossau gehörender Weiler entlang der Glatt im Schweizer Kanton St. Gallen.

## Lage
Isenhammer befindet sich entlang der Kantonsstrasse zwischen Gossau und Oberglatt an der Mündung des Dorfbachs von Gossau bzw. des früheren Kellenbachs bzw. Chellenbachs in die Glatt. Nahe liegende Weiler sind Burgau, Espel und Chressbrunnen.
Zum Weiler gehören zwei Wohngebäude auf Gossauer und ein Wohngebäude sowie zwei landwirtschaftliche Gebäude auf Flawiler Seite. Dazu kommt das rund 300 Meter weiter flussabwärts liegende Werk Eisenhammer der Aktiengesellschaft Cilander.

## Geschichte
1890 wurden Egg, Burgau, Oberglatt und Isenhammer zur sogenannten äusseren Gegend zusammengefasst und gemeinschaftlich durch einen Schulrat vertreten. Die Burgauer Schule wurde 2004 geschlossen.
Das Unternehmen Tribelhorn und Meyer, seit 1888 Cilander, nahm 1871 eine Bleicherei mit Sengerei im Werk Eisenhammer in Betrieb, nachdem die Nutzung des Glatt-Wassers dort für einen unbefristeten Zeitraum genehmigt worden ist, obwohl die Betreiber der Kaltwasseranstalt Buchenthal dagegen Einspruch erhoben, da sie eine Verschlechterung der Wasserqualität befürchteten. Das Wasser wurde durch einen Kanal zum Firmengelände befördert. Bis 1980 wurde das Wasser von Cilander genutzt. Der zugehörige Isenhammerweiher diente als Ausgleichsbecken der Regulation des Wasserbedarfs des Werkes. 2012 wurde dieser im Rahmen einer Renaturierung beseitigt und 2014 an die Pro Natura verkauft.
Seit August 2008 nutzt Alpiq (ehemals Atel) die dort 1993 errichtete Wasserkraftanlage. Sie produziert jährlich rund 700 MWh elektrische Energie, das an die Technischen Betriebe Flawil verkauft wird. Die Konzession läuft bis 2041.